# オビ・パウエル・オビンナ
オビ・パウエル・オビンナ（OBI Powell Obinna、1997年12月18日 - ）は、埼玉県大宮市（現：さいたま市見沼区）出身のプロサッカー選手。Jリーグ・ヴィッセル神戸所属。ポジションはゴールキーパー（GK）。

## 来歴

### クラブ
ナイジェリア人の父と日本人の母との間に生まれた。5歳でサッカーを始め、大宮アルディージャのアカデミーを経て、中学校年代からはJFAアカデミー福島に所属。進学した流通経済大学では1年次から正ゴールキーパーを務めた。複数のJクラブからオファーを受けたが、2019年8月22日に2020シーズンからの横浜F・マリノスへの加入内定が発表された。同月、特別指定選手に認定された。
2020年に加入後は朴一圭、中林洋次、梶川裕嗣の存在もあり、ベンチ入りも困難な状況であったため8月4日、栃木SCに育成型期限付き移籍。移籍後はすぐさま川田修平、塩田仁史からポジションを奪取した。栃木SCで正GKとしてプレーする中で10月27日、新型コロナウイルスによって設けられた特別の移籍期間で横浜FMへの早期復帰を果たした。11月14日、リーグ第27節の浦和レッズ戦でJ1デビューを果たし、自身のミスで失点するものの6-2で勝利に貢献。第30節の川崎フロンターレ戦では退場した高丘陽平に変わって途中出場。脇坂泰斗のフリーキックや小林悠のPKをストップするなど、チームは敗れたものの好パフォーマンスを見せた。ACLグループリーグ第3節の上海上港戦でもスタメンで出場し、オスカルのPKをストップし勝利に貢献した。
2021年も引き続き開幕戦からスタメン出場を続けたが、リーグ第7節以降は高丘に再びポジションを奪われ、出場機会が減少。6月末に再び栃木SCへ期限付き移籍することが発表された。栃木SCでは正GKであった川田からポジションを奪い、自己最多の22試合に出場した。
2022年より横浜FMに復帰。しかし、高丘からはポジションを奪えず、カップ戦3試合のみの出場に終わる。
2023年は、高丘の海外移籍により開幕戦から2試合連続でスタメンで出場。しかし、ガンバ大阪からレンタル移籍で加入した一森純にレギュラーを奪われて、その後リーグ戦での出場は無かった。
2024年よりヴィッセル神戸へ完全移籍で加入。チームはJ1リーグ2連覇、天皇杯優勝と二冠を達成したが、オビ自身は公式戦での出場はカップ戦のみにとどまり、リーグ戦での出場はなく、前川黛也、新井章太に次ぐ第3GKに甘んじた。2025年2月18日、ACLEリーグステージ第8節上海申花足球倶楽部戦の開始7分で、上海申花の決定的な得点機会の阻止で一発退場。この影響もあり、チームも2-4で敗れてリーグステージは5位に転落した。

### 代表
2013年より各年代別の日本代表に選出され、2018年8月にU-21日本代表として出場したアジア競技大会で銀メダルを獲得した。2019年6月、ユニバーシアード日本代表に選出され、ユニバーシアードで金メダルを獲得した。

## 所属クラブ
- 東大宮コスモスSSS（さいたま市立見沼小学校）
- 2008年 - 2009年 大宮アルディージャジュニア（さいたま市立見沼小学校）
- 2010年 - 2012年 JFAアカデミー福島U-15（広野町立広野中学校→御殿場市立富士岡中学校）
- 2013年 - 2015年 JFAアカデミー福島U-18（福島県立富岡高等学校）
- 2016年 - 2019年 流通経済大学
  - 2019年8月 - 同年12月  横浜F・マリノス（特別指定選手）
- 2020年 - 2023年  横浜F・マリノス
  - 2020年8月 - 同年10月  栃木SC（期限付き移籍）
  - 2021年7月 - 同年12月  栃木SC（期限付き移籍）
- 2024年 -  ヴィッセル神戸

## 個人成績
| 国内大会個人成績 | 国内大会個人成績 | 国内大会個人成績 | 国内大会個人成績 | 国内大会個人成績 | 国内大会個人成績 | 国内大会個人成績 | 国内大会個人成績 | 国内大会個人成績 | 国内大会個人成績 | 国内大会個人成績 | 国内大会個人成績 |
| 年度             | クラブ           | 背番号           | リーグ           | リーグ戦         | リーグ戦         | リーグ杯         | リーグ杯         | オープン杯       | オープン杯       | 期間通算         | 期間通算         |
| 年度             | クラブ           | 背番号           | リーグ           | 出場             | 得点             | 出場             | 得点             | 出場             | 得点             | 出場             | 得点             |
| 日本             | 日本             | 日本             | 日本             | リーグ戦         | リーグ戦         | リーグ杯         | リーグ杯         | 天皇杯           | 天皇杯           | 期間通算         | 期間通算         |
| ---------------- | ---------------- | ---------------- | ---------------- | ---------------- | ---------------- | ---------------- | ---------------- | ---------------- | ---------------- | ---------------- | ---------------- |
| 2018             | 流経大           | 1                | -                | -                | -                | -                | -                | 0                | 0                | 0                | 0                |
| 2019             | 流経大           | 1                | -                | -                | -                | -                | -                | 1                | 0                | 1                | 0                |
| 2020             | 横浜FM           | 31               | J1               | 0                | 0                | -                | -                | -                | -                | 0                | 0                |
| 2020             | 栃木             | 50               | J2               | 9                | 0                | -                | -                | -                | -                | 9                | 0                |
| 2020             | 横浜FM           | 31               | J1               | 2                | 0                | -                | -                | -                | -                | 2                | 0                |
| 2021             | 横浜FM           | 31               | J1               | 5                | 0                | 0                | 0                | 0                | 0                | 5                | 0                |
| 2021             | 栃木             | 50               | J2               | 22               | 0                | -                | -                | -                | -                | 22               | 0                |
| 2022             | 横浜FM           | 50               | J1               | 0                | 0                | 1                | 0                | 2                | 0                | 3                | 0                |
| 2023             | 横浜FM           | 50               | J1               | 2                | 0                | 1                | 0                | 2                | 0                | 5                | 0                |
| 2024             | 神戸             | 50               | J1               | 0                | 0                | 1                | 0                | 2                | 0                | 3                | 0                |
| 通算             | 日本             | 日本             | J1               | 9                | 0                | 3                | 0                | 6                | 0                | 18               | 0                |
| 通算             | 日本             | 日本             | J2               | 31               | 0                | -                | -                | 0                | 0                | 31               | 0                |
| 通算             | 日本             | 日本             | 他               | -                | -                | -                | -                | 1                | 0                | 1                | 0                |
| 総通算           | 総通算           | 総通算           | 総通算           | 40               | 0                | 3                | 0                | 7                | 0                | 50               | 0                |

- 2019年 特別指定選手としての公式戦出場は無し

その他の公式戦
- 2023年
  - FUJI XEROX SUPER CUP 1試合0得点

| 国際大会個人成績 | 国際大会個人成績 | 国際大会個人成績 | 国際大会個人成績 | 国際大会個人成績 |
| 年度             | クラブ           | 背番号           | 出場             | 得点             |
| AFC              | AFC              | AFC              | ACL              | ACL              |
| ---------------- | ---------------- | ---------------- | ---------------- | ---------------- |
| 2020             | 横浜FM           | 31               | 4                | 0                |
| 2022             | 横浜FM           | 50               | 0                | 0                |
| 2023-24          | 横浜FM           | 50               | 0                | 0                |
| 2024-25          | 神戸             | 50               | 2                | 0                |
| 通算             | AFC              | AFC              | 6                | 0                |

## タイトル

### クラブ
横浜F・マリノス
- J1リーグ：1回（2022年）
- FUJIFILM SUPER CUP ：1回（2023年）

ヴィッセル神戸
- 天皇杯 JFA 全日本サッカー選手権大会：1回（2024年）

### 代表
ユニバーシアード日本代表
- 夏季ユニバーシアード（2019年（英語版））

## 代表歴
- U-16日本代表
  - イタリア遠征（2012年）
- U-17日本代表
  - サニックス杯国際ユースサッカー大会（2013年）
  - 国際ユースサッカーin新潟（2014年）
- U-20日本代表
  - M-150杯（2017年）
- U-21日本代表
  - アジア競技大会（2018年）
- U-22日本代表
  - AFC U-23選手権2020 予選（2019年）
  - トゥーロン国際大会（2019年）
- ユニバーシアード日本代表
  - 夏季ユニバーシアード（2019年）